# СБ затвара круг
СБ затвара круг је југословенски филм из 1974. године. Режирао га је Миомир Стаменковић који је написао и сценарио заједно са Драганом Марковићем и Душаном Перковићем. Филм је награђен Сребрном ареном на Филмском фестивалу у Пули 1974. године за камеру.

## Кратак садржај
Акција шпијунског центра из иностранства чији је циљ диверзија на објекат од великог значаја за југословенску привреду. Служба безбедности улаже напоре и успева да спречи овај покушај.

## Улоге
| Глумац                | Улога                    |
| --------------------- | ------------------------ |
| Слободан Димитријевић | Митар Петровић / Божовић |
| Душица Жегарац        | асистент Јасна Мирић     |
| Драгомир Фелба        | Антоније                 |
| Раде Марковић         | Марко Јанковић           |
| Воја Мирић            | Инспектор Дејан          |
| Милан Гутовић         | Бобан                    |
| Тома Курузовић        | таксиста Пижон           |
| Милан Пузић           | Никола Јовановић         |
| Аленка Ранчић         | Вера Јанковић            |
| Јанез Врховец         | Проф. Др. Полда          |
| Душан Тадић           | Шарац                    |
| Јосиф Татић           | Агент Павле              |
| Фарук Беголи          | Агент Стипе              |
| Павле Богатинчевић    | Службеник                |
| Ана Красојевић        | Марија                   |
| Јован Ранчић          | Прави Митар Петровић     |
| Предраг Тасовац       | Професор Месић           |
| Душан Вујновић        | Цариник на аеродрому     |
| Филип Ковчин          | Срђан Јанковић           |
| Богдан Јакуш          |                          |
| Миња Војводић         | Црни                     |